# INcontroL
Джеффри Джон Винсент Робинсон (англ. Geoffrey John Vincent Robinson, 11 ноября 1985 — 20 июля 2019), более известный под своим никнеймом iNcontroL, — американский киберспортсмен, киберспортивный тренер и комментатор, известный в сообществах StarCraft и StarCraft II. Первым крупным достижением Робинсона в качестве игрока стала победа на американских отборочных по Brood War на World Cyber Games 2007. В 2009 году присоединился к команде Evil Geniuses и стал представлять её на соревнованиях по StarCraft II.
Со временем Робинсон стал уделять меньше времени киберспортивной карьере, и больше — карьере комментатора. С 2010 по 2019 год он был ведущим и комментатором на множестве крупных турниров по StarCraft II , включая StarCraft II World Championship Series. Также вёл несколько подкастов.
Робинсон многократно был госпитализирован из-за тромбов. Первая госпитализация прошла в 2013 году, когда ему поставили диагноз тромбоз глубоких вен. В 2019 году он скончался в результате тромбоэмболии лёгочной артерии.

## Биография
Робинсон родился 11 ноября 1985 года в Спокане (штат Вашингтон) и вырос в окрестностях Сиэтла. Он окончил Среднюю школу О’Деа, в которой был капитаном школьной футбольной команды, а также участвовал в командах по бейсболу, шахматам и ораторскому искусству. В дальнейшем поступил в Университет штата Орегон, который закончил с научной степенью по английскому языку, намереваясь в будущем устроиться на работу в свою бывшую школу. В университете познакомился с Анной Проссер, на которой женился в 2012 году, однако развёлся спустя шесть лет.
Джефф был физически активным человеком, занимался в тренажёрном зале в среднем 3 часа в день, участвовал в соревнованиях по тяжёлой атлетике, и к 2010 году мог жать более 500 фунтов (227 килограммов). Несмотря на спортивный образ жизни, он регулярно попадал в больницу. В 2013 году он был госпитализирован с тромбозом глубоких вен. В июне 2019 года Робинсона госпитализировали в связи с «большим гнойником, поразившим бедренную артерию», который Джефф планировал вылечить за месяц. 20 июля 2019 года Робинсон скончался в результате тромбоэмболии лёгочной артерии. На следующий день о его смерти было объявлено в его «Твиттере».

## Киберспортивная карьера
Робинсон начал играть в StarCraft: Brood War в 1998 году, в возрасте 14 лет. Тогда же он основал свою первую команду. В 2007 году он победил на американских отборочных на World Cyber Games 2007. В 2009 году принял участие в реалити-шоу WCG Ultimate Gamer на телеканале Syfy .

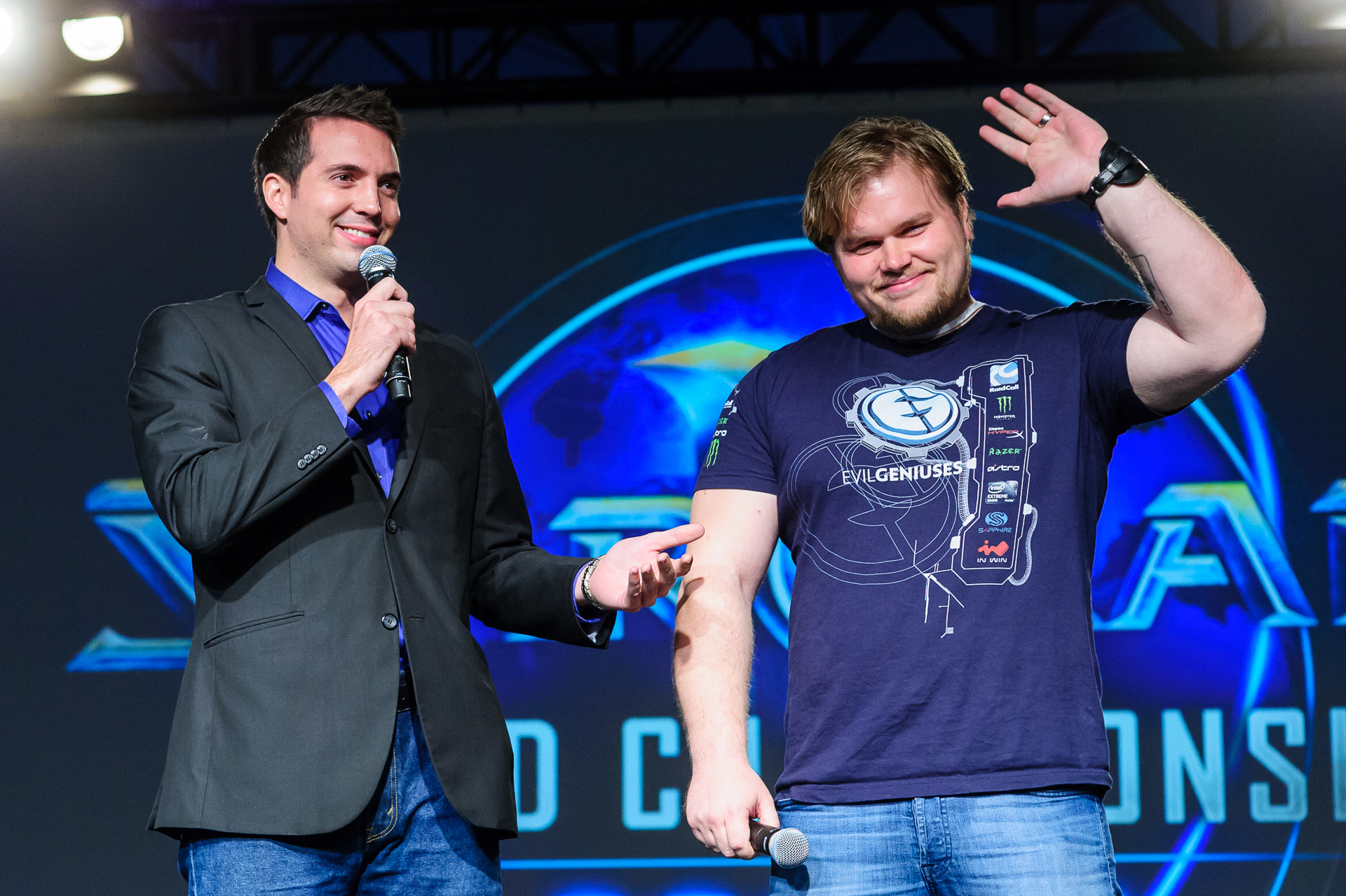
Робинсон (справа) на 2013 WCS Season 3

В том же году Робинсон присоединился к киберспортивной организации Evil Geniuses в ожидании выхода StarCraft II. В команде Джефф изначально получал ежемесячную зарплату в 200 долларов; кроме того, команда компенсировала ему расходы на дорогу до турниров и на покупку оборудования. В 2010 году Робинсон при участии ряда других игроков из Evil Geniuses основал GosuCoaching — сайт, посвящённый обучению игры в StarCraft, который приносил ему большую часть дохода. Также он работал комментатором киберспортивных турниров и вёл подкаст State of the Game. В интервью Джефф отмечал, что хотя работа с сообществом и приносила ему удовольствие, он был «в первую очередь киберспортсменом». К 2011 году его зарплата в Evil Geniuses выросла до 3000 долларов в месяц.
Пик киберспортивной карьеры Робинсона пришёлся на 2011 год, когда он занял четвёртое место на MLG Dallas 2011. В дальнейшем Джеффу не удавалось показывать аналогичных результатов на других турнирах, не в последнюю очередь из-за того, что многие организаторы турниров, включая GOMTV и MLG, разрешили корейским киберспортсменам участвовать на американских турнирах. В том же году Робинсон принял участие в первом сезоне North American Star League (NASL) в качестве игрока и комментатора.
К середине 2012 года Робинсон стал больше времени уделять проведению и комментированию киберспортивных турниров, и хотя с этого момента он работал в основном ведущим и аналитиком, он продолжил принимать участие в турнирах по StarCraft II, включая MLG и HomeStory Cup. В январе 2017 года Evil Geniuses расформировала состав по StarCraft II, в результате чего Робинсон покинул команду и продолжил работать на StarCraft-сцене независимо. Также совместно с Дэниелем «Artosis» Стемкоски и Мэттом «CobraVe7nom7» Лэндом он основал подкаст The Pylon Show. Последними турнирами, на которых работал iNcontrol, стали североамериканские и европейские отборочные на чемпионаты 2019 StarCraft II World Championship Series.

## Наследие
Робинсон считается одним из самых узнаваемых и влиятельных людей на StarCraft-сцене. После смерти Platinum Heroes провели прощальный турнир, а все заработанные деньги перевели на благотворительность. 22 октября 2019 года Blizzard выпустили бесплатный набор в StarCraft II в память о Робинсоне.